# Ulaş Zengin
Ulaş Zengin (* 25. Juni 1997 in Izmir) ist ein türkischer Fußballspieler.

## Karriere
Zengin begann mit dem Vereinsfußball in der Nachwuchsabteilung von Altay İzmir. Hier erhielt er im November 2014 einen Profivertrag und gehörte fortan neben seinen Einsätzen in den Nachwuchs- und Reservemannschaften auch dem Profikader an. Sein Profidebüt gab er am 23. August 2015 in der Viertligabegegnung gegen Silivrispor.
Mit seinem Verein schaffte er in zwei Spielzeiten den Aufstieg von der viertklassigen TFF 3. Lig bis in die zweitklassige TFF 1. Lig.
Im Sommer 2019 verpflichtete ihn der Erstligist Gaziantep FK.

## Erfolge
Mit Altay İzmir
- Play-off-Sieger der TFF 3. Lig und Aufstieg in die TFF 2. Lig: 2016/17
- Meister der TFF 2. Lig und Aufstieg in die TFF 1. Lig: 2017/18